# Pardosa cervinopilosa
Pardosa cervinopilosa är en spindelart som beskrevs av Schenkel 1936. Pardosa cervinopilosa ingår i släktet Pardosa och familjen vargspindlar. Inga underarter finns listade i Catalogue of Life.